# マザリンの宝石
「マザリンの宝石」（マザリンのほうせき、The Adventure of the Mazarin Stone）は、イギリスの小説家、アーサー・コナン・ドイルによる短編小説。シャーロック・ホームズシリーズの一つで、56ある短編小説のうち45番目に発表された作品である。イギリスの『ストランド・マガジン』1921年10月号、アメリカの『ハースツ・インターナショナル』1921年11月号に発表。1927年発行の第5短編集『シャーロック・ホームズの事件簿』(The Case-Book of Sherlock Holmes) に収録された。
なお、マザリンとはフランス・ブルボン朝の宰相ジュール・マザラン（Jules Mazarin）のことである。
シルヴィアス伯爵がアルジェリアでライオン狩りをしたことがあると発言するが、これは年代と地域からバーバリライオンであると考えられる。

## あらすじ
ワトスンがベーカー街221Bのシャーロック・ホームズの下宿に行くと、給仕のビリーが案内してくれる。ホームズはマザリンの宝石の盗難事件に取りかかっていて、「空き家の冒険」で使ったホームズの蝋人形が部屋に置かれていた。その時と同じように、今度もまた空気銃で狙われているというのだ。
ホームズはマザリンの宝石を盗んだ一味が誰か、すでにわかっているが、肝心の宝石のありかが未だ不明であった。そこへ、その一味の首領であるシルヴィアス伯爵がホームズの部屋を訪れる。ホームズはワトスンを警察にやり、シルヴィアス伯爵と話をつける。
ホームズはシルヴィアス伯爵に、宝石を渡せば盗難事件のことは見逃すと持ちかけ、別室でバイオリンを弾いているからその間に手下のサムとどうするか決めるようにいう。ホームズは寝室に入り、バイオリンの調べが流れてくる。シルヴィアス伯爵と手下のサムは、ホームズに全くでたらめな宝石のありかを言って、だまそうと考えるが、その前にホームズに宝石を取り返されてしまう。

## 「マザリンの宝石」の正典性
この作品の正典性、すなわち、シャーロキアンたちにとっても実際に起こった事件と解釈するには難しいらしく、現実にはありえない創作と判断を下している研究者も少なくない。ベーカー街221Bの部屋の構造が他の作品と大きく異なっていたり、ホームズが蝋人形と入れ替わるときに気づかれないという偶然に頼ったりする部分が、非現実的というのである。
シャーロック・ホームズシリーズの60の長短編のうち、この「マザリンの宝石」と「最後の挨拶」だけが三人称による視点で描かれている。シャーロキアンたちはこの作品が実際には誰の手によるものかいろいろな説を出しているが、「ソア橋」には、ワトスンが「私が現場にいないか、事件にあまり関わっていないため、三人称の形でしか語れない事件もある」という記述（「ソア橋」本編部分のことではない）が冒頭部にあり、やはりワトスンの手によるものというのが1つの説である。その他特記すべき説では、エドガー・W・スミスが示した見解として、本作をコナン・ドイル自身の手による偽作（シャーロキアンの研究において、ドイルの立場はワトスンの出版エージェントとされている）とするものがある。この説はネイサン・L・ベンジスの補強があり、ベンジスはこの中でジョン・ロバート・ムア教授の見解として、ドイルの「うるし塗りの箱」と本作を比較し、ドイルが自分の以前の作品の二番煎じをやっている例として示していることを指摘している。

## 外典 戯曲『王冠のダイヤモンド』
『王冠のダイヤモンド――シャーロック・ホームズとの一夜』（おうかんのダイヤモンド――シャーロック・ホームズとのいちや、The Crown Diamond : An Evening with Sherlock Holmes）は、コナン・ドイルによるシャーロック・ホームズの登場する戯曲である。短編小説「マザリンの宝石」の原作となった戯曲で、シャーロック・ホームズシリーズでは経外典 (Apocrypha) として扱われている。1921年5月2日にロンドンのヒッポドローム劇場で初演され、1958年にバスカレット・プレス社から私家版として刊行された。主演のホームズ役はデニス＝ニールセン・テリー、ワトスン役はR・V・テイラーである。28回上演されただけで公演が終了し、忘れ去られてしまった。そのため、1949年にシャーロキアンのアンソニー・バウチャーが指摘するまで、短編「マザリンの宝石」との関係も知られていなかった。
戯曲の内容は「マザリンの宝石」とほぼ同じで、犯人役の名前がシルヴィアス伯爵ではなく短編「空き家の冒険」に登場するセバスチャン・モラン大佐となっていること、犯人の逮捕で話が終わりカントルミヤ卿が来訪しないことなどが異なる。初演は1921年だが、原稿・筆跡の鑑定結果やドイルの息子の証言などにより、執筆されたのは1900年代初頭であり、1903年発表の「空き家の冒険」より前であったと推測されている。戯曲の執筆後長期に渡り発表されなかった理由として、蝋人形と空気銃の仕掛けや犯人役の名前など戯曲に用いた要素を、シャーロック・ホームズの生還の物語「空き家の冒険」に使おうとしたためとされている。その後1921年5月になって初めて戯曲『王冠のダイヤモンド』が上演され、10月には短編小説「マザリンの宝石」として発表された。短編では「空き家の冒険」で既にセバスチャン・モラン大佐の名前を使用していたため、新たな犯人役としてシルヴィアス伯爵を登場させたのである。
ウィリアム・ベアリング＝グールドがジェイムズ・モントゴメリーの1953年の論文を引用して示すところによると、エドガー・W・スミスが示した、「マザリンの宝石」がドイルによる偽作であるという見解が正しかったとしている。『王冠のダイヤモンド』の原稿が入っていたボール箱がドイルの息子と娘によって英国地方銀行の地下金庫から発見されたことが、1947年7月11日の新聞に掲載されている。モントゴメリーがこの原稿を読み、『王冠のダイヤモンド』と「マザリンの宝石」が全く同一のプロットであること、小説が劇の後で書かれたことはあらゆる証拠が示していると指摘している。さらにモントゴメリーはバウチャーの「この物語（「マザリンの宝石」）はドイルが自分の不人気の劇作品を救おうとして書いたのだ」「この物語は本質的に第四の壁の視点から見た一幕劇である」という指摘を「驚くべき洞察」であると評価している。